# Zaccaria Autuori
Zaccaria Autuori   (Cava de' Tirreni, 1899 - São Paulo, 1961) va ser violinista, director d'orquestra, professor de música i pintor brasiler d'origen italià...
Va rebre la seva formació musical inicial com a violinista a Nàpols de la mà de Gaetano Fusella. Des de la seva joventut va viure al Brasil. Des de principis dels anys 1920, va ser una de les figures centrals de la vida musical de São Paulo: va impartir diversos cursos al conservatori (entre els seus estudiants Guido Santórsola), a partir de 1914 va ser successivament el líder dels tres principals quartets de corda de la regió, el director titular de l'Orquestra Simfònica Municipal de São Paulo.
En els anys posteriors també va actuar com a artista autodidacte de la direcció primitivista. Els paisatges de Paulo Autuori es van exposar per primera vegada al Museu d'Art de Sao Paulo el 1951 i després adquirit pel museu, un d'ells es va reproduir a l'obra d'enquesta de Pietro Maria Bardi "L'art al Brasil" (1956); el 1961 es va celebrar a títol pòstum una exposició personal de les pintures d'Autuori.
Un carrer (Rua Maestro Zacarias Autuori) a São Paulo rep el seu nom.